# Nissim Ze’ew
Nissim Ze’ew (hebr. נסים זאב, ur. 9 września 1951 w Jerozolimie) – izraelski polityk, poseł do Knesetu z partii Szas.
Urodzony w Jerozolimie, był zastępcą burmistrza tego miasta w latach 1983–1998. Po raz pierwszy dostał się do parlamentu w 1999 roku.